# 11e étape du Tour de France 2021
Pour un article plus général, voir Tour de France 2021.
La 11e étape du Tour de France 2021 se déroule le mercredi 7 juillet 2021 entre Sorgues et Malaucène avec une double ascension du mont Ventoux, sur une distance de 198,9 kilomètres. Elle voit la victoire en solitaire de Wout van Aert.

## Parcours
L'étape se déroule entièrement dans le Vaucluse. Partis de Sorgues, les coureurs doivent affronter deux côtes de 4e catégorie, à Fontaine-de-Vaucluse puis à Gordes. Deux côtes de 1re catégorie se profilent ensuite, le col de la Liguière à 998 m d'altitude (9,3 km à 6,7 %) puis le Mont Ventoux par Sault (22 km à 5,1 %).
Nouveauté sur le Tour, les coureurs doivent passer le Ventoux une seconde fois, par son versant le plus difficile, celui de Bédoin (15,7 km à 8,8 %). Une longue descente les conduit ensuite à Malaucène, terme de l'étape.

## Déroulement de la course
Conduit par Julian Alaphilippe, un petit groupe se détache du peloton, comprenant Dan Martin, Anthony Perez et Pierre Rolland. Derrière eux, un groupe de contre-attaque se forme avec treize coureurs, parmi lesquels Wout van Aert, Kenny Elissonde et Bauke Mollema. 
La première montée du Ventoux voit la défaillance de David Gaudu, malade. Il terminera à 25 minutes du vainqueur, perdant ses espoirs de podium sur le Tour 2021. Les poursuivants rejoignent les échappés, mais c'est Alaphilippe qui passe en tête au sommet.
Dans la deuxième montée, van Aert passe en tête au sommet : il ne sera pas rejoint et s'impose en solitaire à Malaucène, plus d'une minute avant Elissonde et Mollema. Dans le groupe maillot jaune, Jonas Vingegaard attaque et distance Tadej Pogačar, mais le Slovène réussit à rattraper le Danois dans la descente.
L'étape est marquée par sept abandons et un hors-délai.

## Résultats

### Classement de l'étape
| Classement de la 11e étape | Classement de la 11e étape | Classement de la 11e étape | Classement de la 11e étape | Classement de la 11e étape |
|                            | Coureur                    | Pays                       | Équipe                     | Temps                      |
| -------------------------- | -------------------------- | -------------------------- | -------------------------- | -------------------------- |
| 1er                        | Wout van Aert              | Belgique                   | Jumbo-Visma                | en 5 h 17 min 43 s         |
| 2e                         | Kenny Elissonde            | France                     | Trek-Segafredo             | + 1 min 14 s               |
| 3e                         | Bauke Mollema              | Pays-Bas                   | Trek-Segafredo             | + 1 min 14 s               |
| 4e                         | Tadej Pogačar              | Slovénie                   | UAE Team Emirates          | + 1 min 38 s               |
| 5e                         | Rigoberto Urán             | Colombie                   | EF Education-Nippo         | + 1 min 38 s               |
| 6e                         | Richard Carapaz            | Équateur                   | Ineos Grenadiers           | + 1 min 38 s               |
| 7e                         | Jonas Vingegaard           | Danemark                   | Jumbo-Visma                | + 1 min 38 s               |
| 8e                         | Alexey Lutsenko            | Kazakhstan                 | Astana-Premier Tech        | + 1 min 56 s               |
| 9e                         | Wilco Kelderman            | Pays-Bas                   | Bora-Hansgrohe             | + 1 min 56 s               |
| 10e                        | Enric Mas                  | Espagne                    | Movistar                   | + 3 min 2 s                |
| modifier                   |                            |                            |                            |                            |

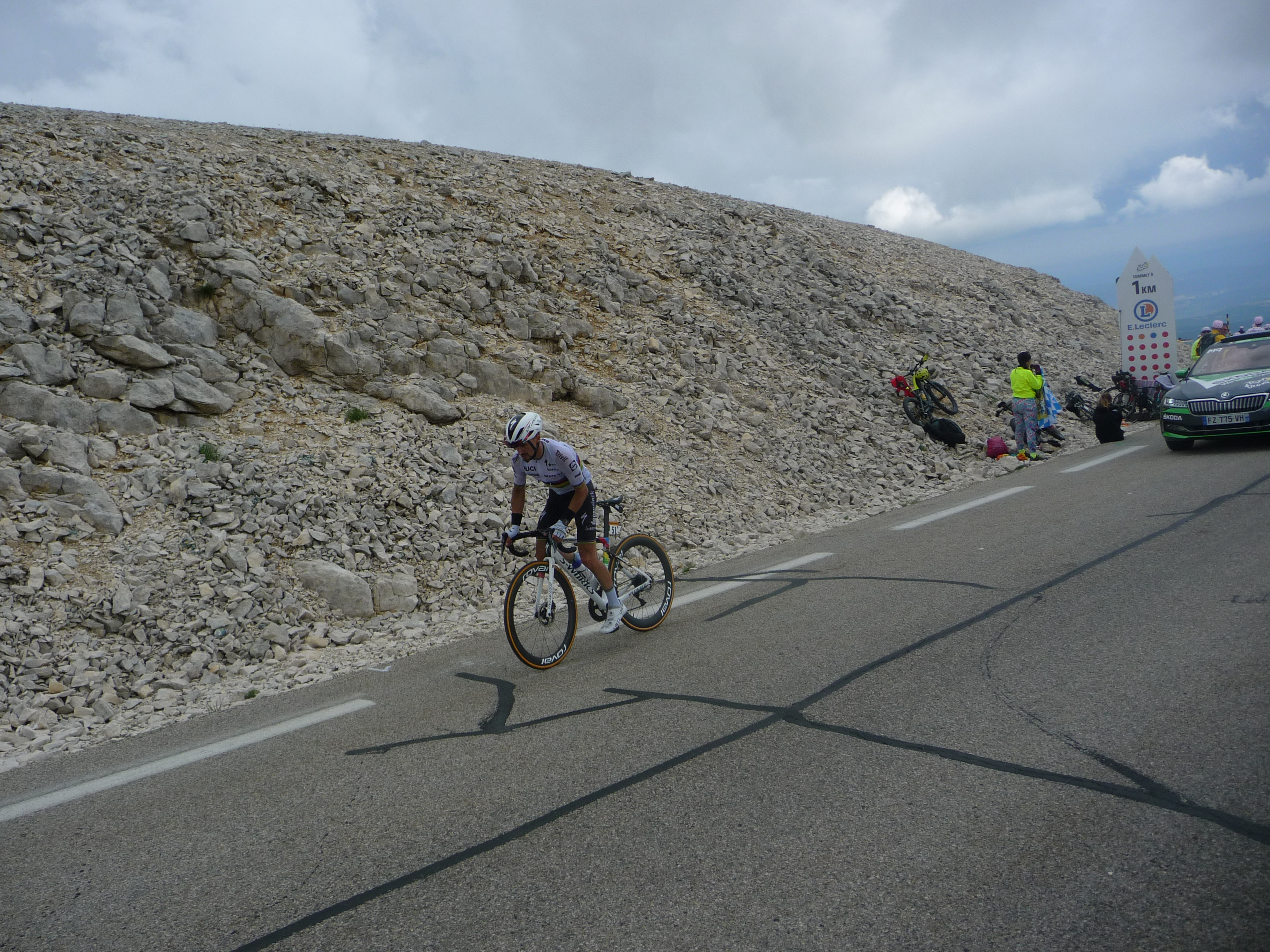
Julian Alaphilippe a tenté une échappée, sans succès.
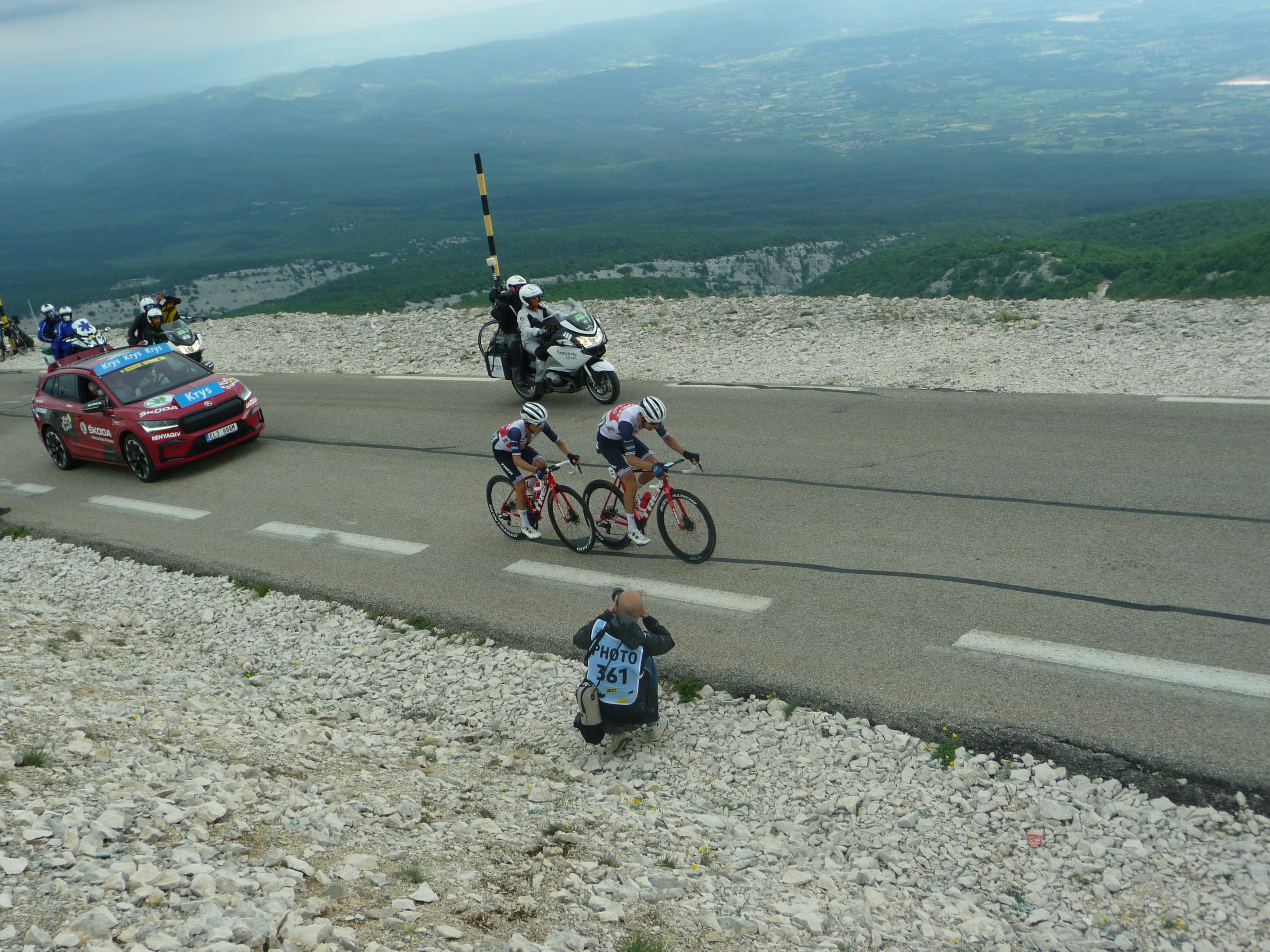
Kenny Elissonde et Bauke Mollema ont été distancés par Wout van Aert.
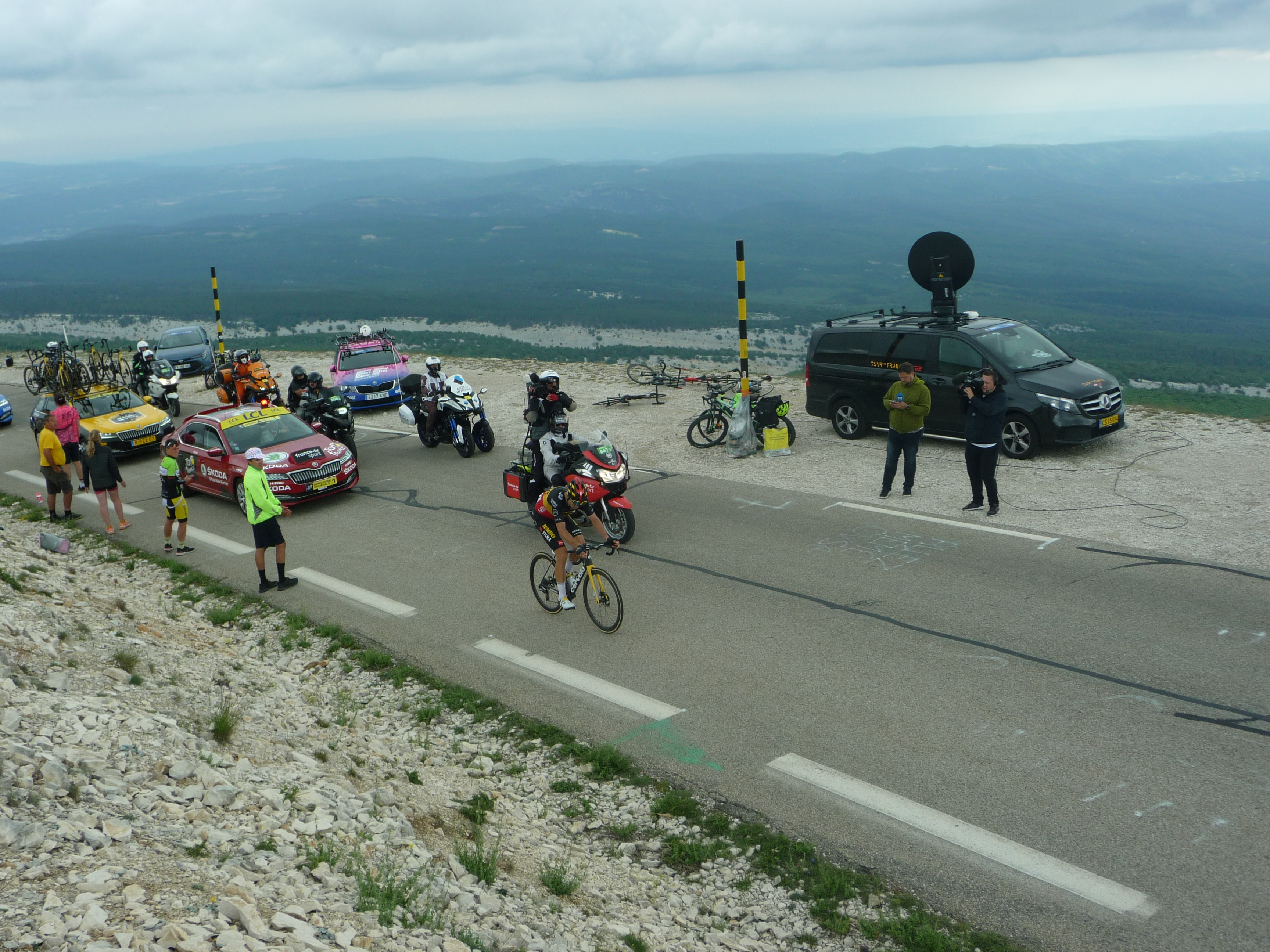
Wout van Aert a réussi à fausser compagnie à ses compagnons d’échappée et remporter l’étape.
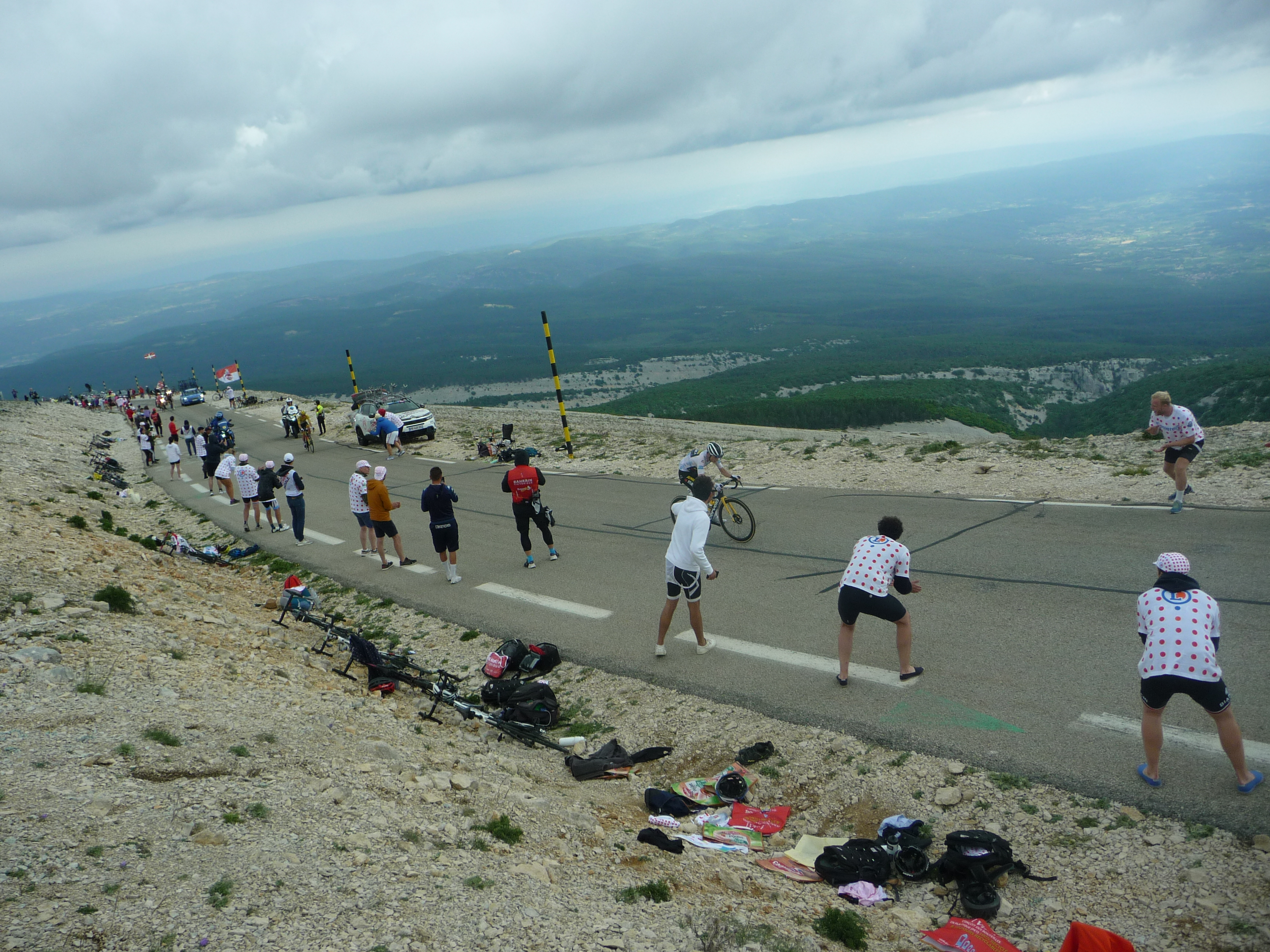
Jonas Vingegaard attaque Tadej Pogačar sur le final de la seconde ascension du mont Ventoux.

### Points attribués
| Sprint intermédiaire Les Imberts (km 40,2) | Sprint intermédiaire Les Imberts (km 40,2) | Sprint intermédiaire Les Imberts (km 40,2) | Sprint intermédiaire Les Imberts (km 40,2) | Sprint intermédiaire Les Imberts (km 40,2) |
| ------------------------------------------ | ------------------------------------------ | ------------------------------------------ | ------------------------------------------ | ------------------------------------------ |
|                                            | Coureur                                    | Pays                                       | Équipe                                     | Point(s)                                   |
| 1er                                        | Julian Alaphilippe                         | France                                     | Deceuninck-Quick Step                      | 20                                         |
| 2e                                         | Neilson Powless                            | États-Unis                                 | EF Education-Nippo                         | 17                                         |
| 3e                                         | Anthony Perez                              | France                                     | Cofidis                                    | 15                                         |
| 4e                                         | Dan Martin                                 | Irlande                                    | Israel Start-Up Nation                     | 13                                         |
| 5e                                         | Jakob Fuglsang                             | Danemark                                   | Astana-Premier Tech                        | 11                                         |
| 6e                                         | Élie Gesbert                               | France                                     | Arkéa-Samsic                               | 10                                         |
| 7e                                         | Jasper Philipsen                           | Belgique                                   | Alpecin-Fenix                              | 9                                          |
| 8e                                         | Julien Bernard                             | France                                     | Trek-Segafredo                             | 8                                          |
| 9e                                         | Patrick Konrad                             | Autriche                                   | Bora-Hansgrohe                             | 7                                          |
| 10e                                        | Xandro Meurisse                            | Belgique                                   | Alpecin-Fenix                              | 6                                          |
| 11e                                        | Wout Poels                                 | Pays-Bas                                   | Bahrain Victorious                         | 5                                          |
| 12e                                        | Anthony Turgis                             | France                                     | TotalEnergies                              | 4                                          |
| 13e                                        | Peter Sagan                                | Slovaquie                                  | Bora-Hansgrohe                             | 3                                          |
| 14e                                        | Sonny Colbrelli                            | Italie                                     | Bahrain Victorious                         | 2                                          |
| 15e                                        | Michael Matthews                           | Australie                                  | Team BikeExchange                          | 1                                          |
| modifier                                   |                                            |                                            |                                            |                                            |

| Arrivée d'étape Malaucène (km 198,9) | Arrivée d'étape Malaucène (km 198,9) | Arrivée d'étape Malaucène (km 198,9) | Arrivée d'étape Malaucène (km 198,9) | Arrivée d'étape Malaucène (km 198,9) |
| ------------------------------------ | ------------------------------------ | ------------------------------------ | ------------------------------------ | ------------------------------------ |
|                                      | Coureur                              | Pays                                 | Équipe                               | Point(s)                             |
| 1er                                  | Wout van Aert                        | Belgique                             | Jumbo-Visma                          | 20                                   |
| 2e                                   | Kenny Elissonde                      | France                               | Trek-Segafredo                       | 17                                   |
| 3e                                   | Bauke Mollema                        | Pays-Bas                             | Trek-Segafredo                       | 15                                   |
| 4e                                   | Tadej Pogačar                        | Slovénie                             | UAE Team Emirates                    | 13                                   |
| 5e                                   | Rigoberto Urán                       | Colombie                             | EF Education-Nippo                   | 11                                   |
| 6e                                   | Richard Carapaz                      | Équateur                             | Ineos Grenadiers                     | 10                                   |
| 7e                                   | Jonas Vingegaard                     | Danemark                             | Jumbo-Visma                          | 9                                    |
| 8e                                   | Alexey Lutsenko                      | Kazakhstan                           | Astana-Premier Tech                  | 8                                    |
| 9e                                   | Wilco Kelderman                      | Pays-Bas                             | Bora-Hansgrohe                       | 7                                    |
| 10e                                  | Enric Mas                            | Espagne                              | Movistar                             | 6                                    |
| 11e                                  | Pello Bilbao                         | Espagne                              | Bahrain Victorious                   | 5                                    |
| 12e                                  | Guillaume Martin                     | France                               | Cofidis                              | 4                                    |
| 13e                                  | Xandro Meurisse                      | Belgique                             | Alpecin-Fenix                        | 3                                    |
| 14e                                  | Esteban Chaves                       | Colombie                             | Team BikeExchange                    | 2                                    |
| 15e                                  | Ben O'Connor                         | Australie                            | AG2R Citroën                         | 1                                    |
| modifier                             |                                      |                                      |                                      |                                      |

### Bonifications en temps
|   | Coureur         | Pays     | Équipe         | Secondes |
| - | --------------- | -------- | -------------- | -------- |
| 1 | Wout van Aert   | Belgique | Jumbo-Visma    | 8 s      |
| 2 | Bauke Mollema   | Pays-Bas | Trek-Segafredo | 5 s      |
| 3 | Kenny Elissonde | France   | Trek-Segafredo | 2 s      |

|   | Coureur         | Pays     | Équipe         | Secondes |
| - | --------------- | -------- | -------------- | -------- |
| 1 | Wout van Aert   | Belgique | Jumbo-Visma    | 10 s     |
| 2 | Kenny Elissonde | France   | Trek-Segafredo | 6 s      |
| 3 | Bauke Mollema   | Pays-Bas | Trek-Segafredo | 4 s      |

### Cols et côtes
| Côte de Fontaine-de-Vaucluse (km 32,1) 4e catégorie (1,9 km à 6,0 %) | Côte de Fontaine-de-Vaucluse (km 32,1) 4e catégorie (1,9 km à 6,0 %) | Côte de Fontaine-de-Vaucluse (km 32,1) 4e catégorie (1,9 km à 6,0 %) | Côte de Fontaine-de-Vaucluse (km 32,1) 4e catégorie (1,9 km à 6,0 %) | Côte de Fontaine-de-Vaucluse (km 32,1) 4e catégorie (1,9 km à 6,0 %) |
| -------------------------------------------------------------------- | -------------------------------------------------------------------- | -------------------------------------------------------------------- | -------------------------------------------------------------------- | -------------------------------------------------------------------- |
|                                                                      | Coureur                                                              | Pays                                                                 | Équipe                                                               | Point(s)                                                             |
| 1er                                                                  | Julian Alaphilippe                                                   | France                                                               | Deceuninck-Quick Step                                                | 1                                                                    |
| modifier                                                             |                                                                      |                                                                      |                                                                      |                                                                      |

| Côte de Gordes (km 43,7) 4e catégorie (2,5 km à 5,1 %) | Côte de Gordes (km 43,7) 4e catégorie (2,5 km à 5,1 %) | Côte de Gordes (km 43,7) 4e catégorie (2,5 km à 5,1 %) | Côte de Gordes (km 43,7) 4e catégorie (2,5 km à 5,1 %) | Côte de Gordes (km 43,7) 4e catégorie (2,5 km à 5,1 %) |
| ------------------------------------------------------ | ------------------------------------------------------ | ------------------------------------------------------ | ------------------------------------------------------ | ------------------------------------------------------ |
|                                                        | Coureur                                                | Pays                                                   | Équipe                                                 | Point(s)                                               |
| 1er                                                    | Julian Alaphilippe                                     | France                                                 | Deceuninck-Quick Step                                  | 1                                                      |
| modifier                                               |                                                        |                                                        |                                                        |                                                        |

| Col de la Liguière (km 83,6) 1re catégorie (9,3 km à 6,7 %) | Col de la Liguière (km 83,6) 1re catégorie (9,3 km à 6,7 %) | Col de la Liguière (km 83,6) 1re catégorie (9,3 km à 6,7 %) | Col de la Liguière (km 83,6) 1re catégorie (9,3 km à 6,7 %) | Col de la Liguière (km 83,6) 1re catégorie (9,3 km à 6,7 %) |
| ----------------------------------------------------------- | ----------------------------------------------------------- | ----------------------------------------------------------- | ----------------------------------------------------------- | ----------------------------------------------------------- |
|                                                             | Coureur                                                     | Pays                                                        | Équipe                                                      | Point(s)                                                    |
| 1er                                                         | Dan Martin                                                  | Irlande                                                     | Israel Start-Up Nation                                      | 10                                                          |
| 2e                                                          | Pierre Rolland                                              | France                                                      | B&B Hotels p/b KTM                                          | 8                                                           |
| 3e                                                          | Julian Alaphilippe                                          | France                                                      | Deceuninck-Quick Step                                       | 6                                                           |
| 4e                                                          | Anthony Perez                                               | France                                                      | Cofidis                                                     | 4                                                           |
| 5e                                                          | Wout van Aert                                               | Belgique                                                    | Jumbo-Visma                                                 | 2                                                           |
| 6e                                                          | Quentin Pacher                                              | France                                                      | B&B Hotels p/b KTM                                          | 1                                                           |
| modifier                                                    |                                                             |                                                             |                                                             |                                                             |

| Mont Ventoux (ascension depuis Sault) - 1er passage (km 122,5) 1re catégorie (22,0 km à 5,1 %) | Mont Ventoux (ascension depuis Sault) - 1er passage (km 122,5) 1re catégorie (22,0 km à 5,1 %) | Mont Ventoux (ascension depuis Sault) - 1er passage (km 122,5) 1re catégorie (22,0 km à 5,1 %) | Mont Ventoux (ascension depuis Sault) - 1er passage (km 122,5) 1re catégorie (22,0 km à 5,1 %) | Mont Ventoux (ascension depuis Sault) - 1er passage (km 122,5) 1re catégorie (22,0 km à 5,1 %) |
| ---------------------------------------------------------------------------------------------- | ---------------------------------------------------------------------------------------------- | ---------------------------------------------------------------------------------------------- | ---------------------------------------------------------------------------------------------- | ---------------------------------------------------------------------------------------------- |
|                                                                                                | Coureur                                                                                        | Pays                                                                                           | Équipe                                                                                         | Point(s)                                                                                       |
| 1er                                                                                            | Julian Alaphilippe                                                                             | France                                                                                         | Deceuninck-Quick Step                                                                          | 10                                                                                             |
| 2e                                                                                             | Anthony Perez                                                                                  | France                                                                                         | Cofidis                                                                                        | 8                                                                                              |
| 3e                                                                                             | Bauke Mollema                                                                                  | Pays-Bas                                                                                       | Trek-Segafredo                                                                                 | 6                                                                                              |
| 4e                                                                                             | Xandro Meurisse                                                                                | Belgique                                                                                       | Alpecin-Fenix                                                                                  | 4                                                                                              |
| 5e                                                                                             | Wout van Aert                                                                                  | Belgique                                                                                       | Jumbo-Visma                                                                                    | 2                                                                                              |
| 6e                                                                                             | Kenny Elissonde                                                                                | France                                                                                         | Trek-Segafredo                                                                                 | 1                                                                                              |
| modifier                                                                                       |                                                                                                |                                                                                                |                                                                                                |                                                                                                |

| Mont Ventoux (ascension depuis Bédoin) - 2e passage (km 176,9) Hors catégorie (15,7 km à 8,8 %) | Mont Ventoux (ascension depuis Bédoin) - 2e passage (km 176,9) Hors catégorie (15,7 km à 8,8 %) | Mont Ventoux (ascension depuis Bédoin) - 2e passage (km 176,9) Hors catégorie (15,7 km à 8,8 %) | Mont Ventoux (ascension depuis Bédoin) - 2e passage (km 176,9) Hors catégorie (15,7 km à 8,8 %) | Mont Ventoux (ascension depuis Bédoin) - 2e passage (km 176,9) Hors catégorie (15,7 km à 8,8 %) |
| ----------------------------------------------------------------------------------------------- | ----------------------------------------------------------------------------------------------- | ----------------------------------------------------------------------------------------------- | ----------------------------------------------------------------------------------------------- | ----------------------------------------------------------------------------------------------- |
|                                                                                                 | Coureur                                                                                         | Pays                                                                                            | Équipe                                                                                          | Point(s)                                                                                        |
| 1er                                                                                             | Wout van Aert                                                                                   | Belgique                                                                                        | Jumbo-Visma                                                                                     | 40                                                                                              |
| 2e                                                                                              | Bauke Mollema                                                                                   | Pays-Bas                                                                                        | Trek-Segafredo                                                                                  | 30                                                                                              |
| 3e                                                                                              | Kenny Elissonde                                                                                 | France                                                                                          | Trek-Segafredo                                                                                  | 24                                                                                              |
| 4e                                                                                              | Jonas Vingegaard                                                                                | Danemark                                                                                        | Jumbo-Visma                                                                                     | 20                                                                                              |
| 5e                                                                                              | Tadej Pogačar                                                                                   | Slovénie                                                                                        | UAE Team Emirates                                                                               | 16                                                                                              |
| 6e                                                                                              | Rigoberto Urán                                                                                  | Colombie                                                                                        | EF Education-Nippo                                                                              | 12                                                                                              |
| 7e                                                                                              | Richard Carapaz                                                                                 | Équateur                                                                                        | Ineos Grenadiers                                                                                | 8                                                                                               |
| 8e                                                                                              | Alexey Lutsenko                                                                                 | Kazakhstan                                                                                      | Astana-Premier Tech                                                                             | 4                                                                                               |
| modifier                                                                                        |                                                                                                 |                                                                                                 |                                                                                                 |                                                                                                 |

### Prix de la combativité
- Kenny Elissonde (Trek-Segafredo)

## Classements à l'issue de l'étape

### Classement général
| Classement général | Classement général | Classement général | Classement général  | Classement général  |
|                    | Coureur            | Pays               | Équipe              | Temps               |
| ------------------ | ------------------ | ------------------ | ------------------- | ------------------- |
| 1er                | Tadej Pogačar      | Slovénie           | UAE Team Emirates   | en 43 h 44 min 38 s |
| 2e                 | Rigoberto Urán     | Colombie           | EF Education-Nippo  | + 5 min 18 s        |
| 3e                 | Jonas Vingegaard   | Danemark           | Jumbo-Visma         | + 5 min 32 s        |
| 4e                 | Richard Carapaz    | Équateur           | Ineos Grenadiers    | + 5 min 33 s        |
| 5e                 | Ben O'Connor       | Australie          | AG2R Citroën        | + 5 min 58 s        |
| 6e                 | Wilco Kelderman    | Pays-Bas           | Bora-Hansgrohe      | + 6 min 16 s        |
| 7e                 | Alexey Lutsenko    | Kazakhstan         | Astana-Premier Tech | + 6 min 30 s        |
| 8e                 | Enric Mas          | Espagne            | Movistar            | + 7 min 11 s        |
| 9e                 | Guillaume Martin   | France             | Cofidis             | + 9 min 29 s        |
| 10e                | Pello Bilbao       | Espagne            | Bahrain Victorious  | + 10 min 28 s       |
| modifier           |                    |                    |                     |                     |

| Classement par points | Classement par points | Classement par points | Classement par points | Classement par points |
| --------------------- | --------------------- | --------------------- | --------------------- | --------------------- |
|                       | Coureur               | Pays                  | Équipe                | Point(s)              |
| 1er                   | Mark Cavendish        | Royaume-Uni           | Deceuninck-Quick Step | 218 points            |
| 2e                    | Michael Matthews      | Australie             | Team BikeExchange     | 160 pts               |
| 3e                    | Jasper Philipsen      | Belgique              | Alpecin-Fenix         | 142 pts               |
| 4e                    | Sonny Colbrelli       | Italie                | Bahrain Victorious    | 138 pts               |
| 5e                    | Julian Alaphilippe    | France                | Deceuninck-Quick Step | 119 pts               |
| 6e                    | Nacer Bouhanni        | France                | Arkéa-Samsic          | 117 pts               |
| 7e                    | Tadej Pogačar         | Slovénie              | UAE Team Emirates     | 102 pts               |
| 8e                    | Wout van Aert         | Belgique              | Jumbo-Visma           | 97 pts                |
| 9e                    | Peter Sagan           | Slovaquie             | Bora-Hansgrohe        | 95 pts                |
| 10e                   | Matej Mohorič         | Slovénie              | Bahrain Victorious    | 62 pts                |
| modifier              |                       |                       |                       |                       |

| Classement du meilleur grimpeur | Classement du meilleur grimpeur | Classement du meilleur grimpeur | Classement du meilleur grimpeur | Classement du meilleur grimpeur |
| ------------------------------- | ------------------------------- | ------------------------------- | ------------------------------- | ------------------------------- |
|                                 | Coureur                         | Pays                            | Équipe                          | Point(s)                        |
| 1er                             | Nairo Quintana                  | Colombie                        | Arkéa-Samsic                    | 50 points                       |
| 2e                              | Wout van Aert                   | Belgique                        | Jumbo-Visma                     | 43 pts                          |
| 3e                              | Michael Woods                   | Canada                          | Israel Start-Up Nation          | 42 pts                          |
| 4e                              | Wout Poels                      | Pays-Bas                        | Bahrain Victorious              | 39 pts                          |
| 5e                              | Bauke Mollema                   | Pays-Bas                        | Trek-Segafredo                  | 36 pts                          |
| 6e                              | Kenny Elissonde                 | France                          | Trek-Segafredo                  | 27 pts                          |
| 7e                              | Tadej Pogačar                   | Slovénie                        | UAE Team Emirates               | 26 pts                          |
| 8e                              | Ben O'Connor                    | Australie                       | AG2R Citroën                    | 24 pts                          |
| 9e                              | Sergio Higuita                  | Colombie                        | EF Education-Nippo              | 22 pts                          |
| 10e                             | Julian Alaphilippe              | France                          | Deceuninck-Quick Step           | 20 pts                          |
| modifier                        |                                 |                                 |                                 |                                 |

| Classement général du meilleur jeune | Classement général du meilleur jeune | Classement général du meilleur jeune | Classement général du meilleur jeune | Classement général du meilleur jeune |
|                                      | Coureur                              | Pays                                 | Équipe                               | Temps                                |
| ------------------------------------ | ------------------------------------ | ------------------------------------ | ------------------------------------ | ------------------------------------ |
| 1er                                  | Tadej Pogačar                        | Slovénie                             | UAE Team Emirates                    | en 43 h 44 min 38 s                  |
| 2e                                   | Jonas Vingegaard                     | Danemark                             | Jumbo-Visma                          | + 5 min 32 s                         |
| 3e                                   | Aurélien Paret-Peintre               | France                               | AG2R Citroën                         | + 24 min 44 s                        |
| 4e                                   | David Gaudu                          | France                               | Groupama-FDJ                         | + 30 min 51 s                        |
| 5e                                   | Sergio Higuita                       | Colombie                             | EF Education-Nippo                   | + 54 min 41 s                        |
| 6e                                   | Mark Donovan                         | Royaume-Uni                          | Team DSM                             | + 1 h 18 min 23 s                    |
| 7e                                   | Valentin Madouas                     | France                               | Groupama-FDJ                         | + 1 h 24 min 57 s                    |
| 8e                                   | Lucas Hamilton                       | Australie                            | Team BikeExchange                    | + 1 h 30 min 21 s                    |
| 9e                                   | Jonas Rutsch                         | Allemagne                            | EF Education-Nippo                   | + 1 h 30 min 51 s                    |
| 10e                                  | Neilson Powless                      | États-Unis                           | EF Education-Nippo                   | + 1 h 33 min 25 s                    |
| modifier                             |                                      |                                      |                                      |                                      |

| Classement par équipes | Classement par équipes | Classement par équipes | Classement par équipes |
|                        | Équipe                 | Pays                   | Temps                  |
| ---------------------- | ---------------------- | ---------------------- | ---------------------- |
| 1re                    | Bahrain Victorious     | Bahreïn                | en 132 h 9 min 11 s    |
| 2e                     | AG2R Citroën           | France                 | + 10 min 1 s           |
| 3e                     | Ineos Grenadiers       | Royaume-Uni            | + 12 min 47 s          |
| 4e                     | EF Education-Nippo     | États-Unis             | + 26 min 18 s          |
| 5e                     | Jumbo-Visma            | Pays-Bas               | + 29 min 47 s          |
| 6e                     | Astana-Premier Tech    | Kazakhstan             | + 41 min 45 s          |
| 7e                     | Bora-Hansgrohe         | Allemagne              | + 45 min 24 s          |
| 8e                     | UAE Team Emirates      | Émirats arabes unis    | + 53 min 0 s           |
| 9e                     | Movistar               | Espagne                | + 53 min 44 s          |
| 10e                    | Trek-Segafredo         | États-Unis             | + 58 min 38 s          |
| modifier               |                        |                        |                        |

## Abandons
- Tony Martin (Jumbo-Visma) : abandon[3]
- Clément Russo (Arkéa-Samsic) : abandon[3]
- Tosh Van der Sande (Lotto-Soudal) : abandon[3]
- Miles Scotson (Groupama-FDJ) : abandon[3]
- Daniel McLay (Arkéa-Samsic) : abandon[3]
- Tiesj Benoot (Team DSM) : abandon[3]
- Victor Campenaerts (Qhubeka NextHash) : abandon[3]
- Luke Rowe (Ineos Grenadiers) : hors-délais[3]